# 長征12号

長征12号（中国語: 长征十二号运载火箭、英: Long March 12、略: CZ-12, LM-12）は、中華人民共和国の上海航天技術研究院(SAST)が開発した中型打上げ用ロケットであり、低軌道(LEO)に12トンのペイロードを、高度700kmの太陽同期軌道(SSO)に6トンのペイロードを投入可能である。最初の打上は、2024年11月30日に海南島の海南商業航天発射場(Hainan International Commercial Aerospace Launch；HICAL)から行われた

。
また、再使用可能なロケットである長征12号A(CZ-12A)バージョンの開発も計画されており、垂直離着陸(VTVL)方式によるステージの再使用テクノロジーの検証が進行している。

## 概要
2024年2月26日に、中国航天科技集団(China Aerospace Science and Technology Corporation; CASC)は、次年度の打上計画の詳細を記述した年次報告書(ブルーブック)を公表し、この中で、長征12号中型打上ロケットプロジェクトの存在を明らかにした。長征12号(CZ-12)は2段式ロケットとして設計され、第1段は4基の YF-100K 1250 KN エンジン (RP-1(ケロシン) ＋ 液体酸素)、第2段は2基のYF-115 180 kN エンジン (第1段と同じく RP-1＋ 液体酸素)で構成される。フェアリングは、直径 5.2 m または 直径 4.2 m の2種類から選択可能である。
長征12号は中国で初めて直径3.8mのステージを採用している。このロケットの打上には、新設された商業用ロケット打上施設である海南商業航天発射場(Hainan International Commercial Aerospace Launch；HICAL)が使用される。
このロケットの最初の打上は、2024年11月30日 14:25 UTC に海南商業航天発射場から行われた。この打上は、海南商業航天発射場にとっても最初の打上であった。ペイロードは“Satellite Internet Technology Test Satellite”と“Technology Test Satellite-3”であった。この打上で注目されるのは、新型の YF-100K ロケットエンジンが用いられた点である。このエンジンは、現在開発中の長征10号月ロケットの枢要な構成部分である。

## 長征12号A再使用可能型バージョン
将来的に、SASTは再使用可能な第1段を持った長征12号A(CZ-12A)ロケットを導入する計画である。長征12号Aのエンジンは、メタンと液体酸素を使用し、商業メーカーから供給されると予想されている。SASTは2025年1月19日に東方航天港(Dongfang Aerospace Port、山東省海陽市)から長征12号Aの第1段ロケットを装備した“Longxing II”ロケットを高度75㎞に打上げ、第1段ロケットを垂直着陸により回収する VTVL テストを実施した。Longxing II ロケットは予定通り高度75㎞に到達し、垂直降下を行ったが、試験終了後もSASTからの発表はなく、垂直着陸は失敗したと推測されている。

## 打ち上げリスト
| 打ち上げ通番 機体番号 | 打ち上げ日時 (UTC)      | 形式     | 発射場    | ペイロード                        | 軌道        | 成否 |
| --------------------- | ----------------------- | -------- | --------- | --------------------------------- | ----------- | ---- |
| 1 遥1(Y1)             | 2024年11月30日 14時25分 | 長征12号 | 海南 LC-2 | Hulianwang Jishu Shiyan 5A JSW-03 | 低軌道(LEO) | 成功 |

海南：海南商業航天発射場(Hainan International Commercial Aerospace Launch；HICAL)